# Llum Quiñonero

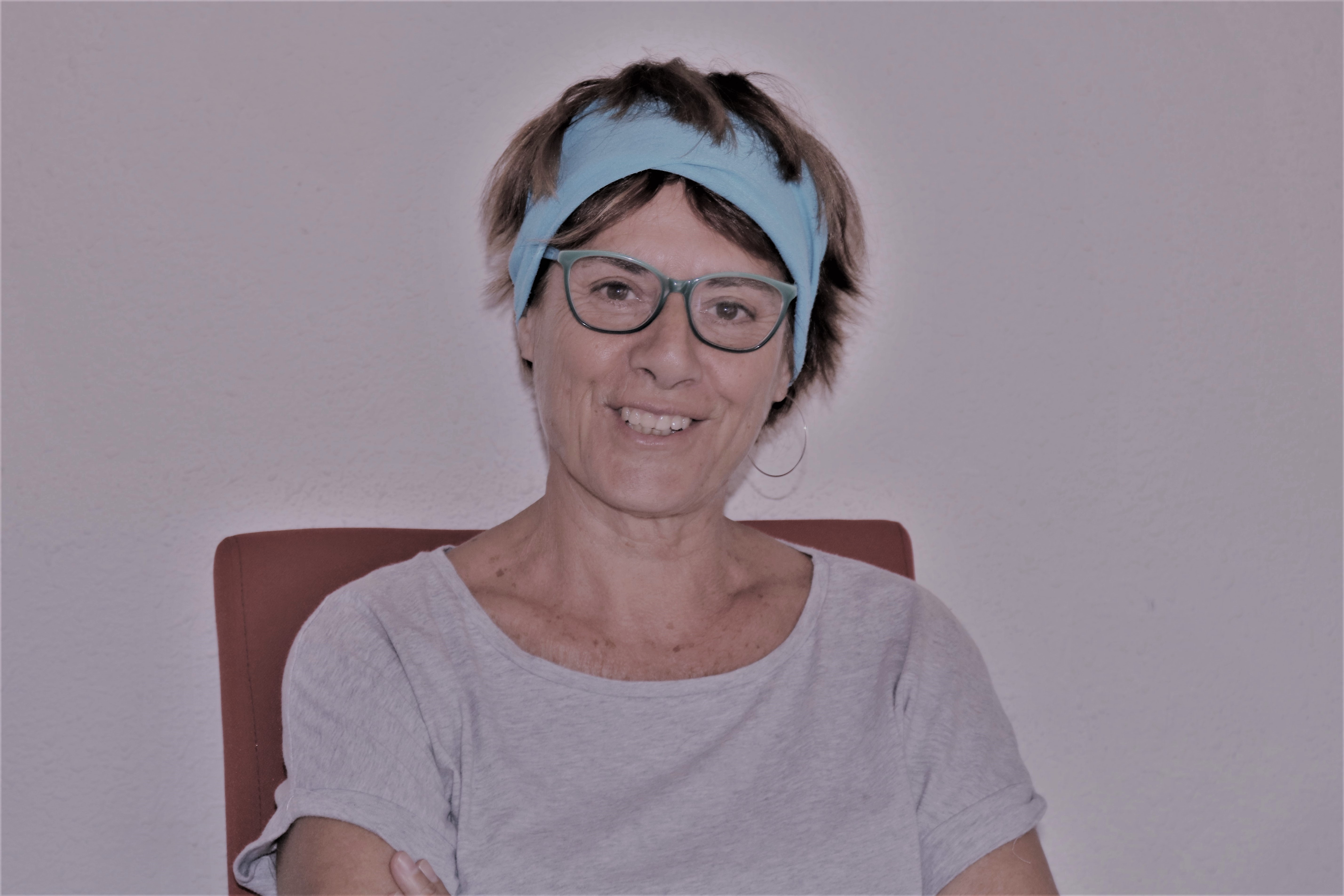
Llum Quiñonero

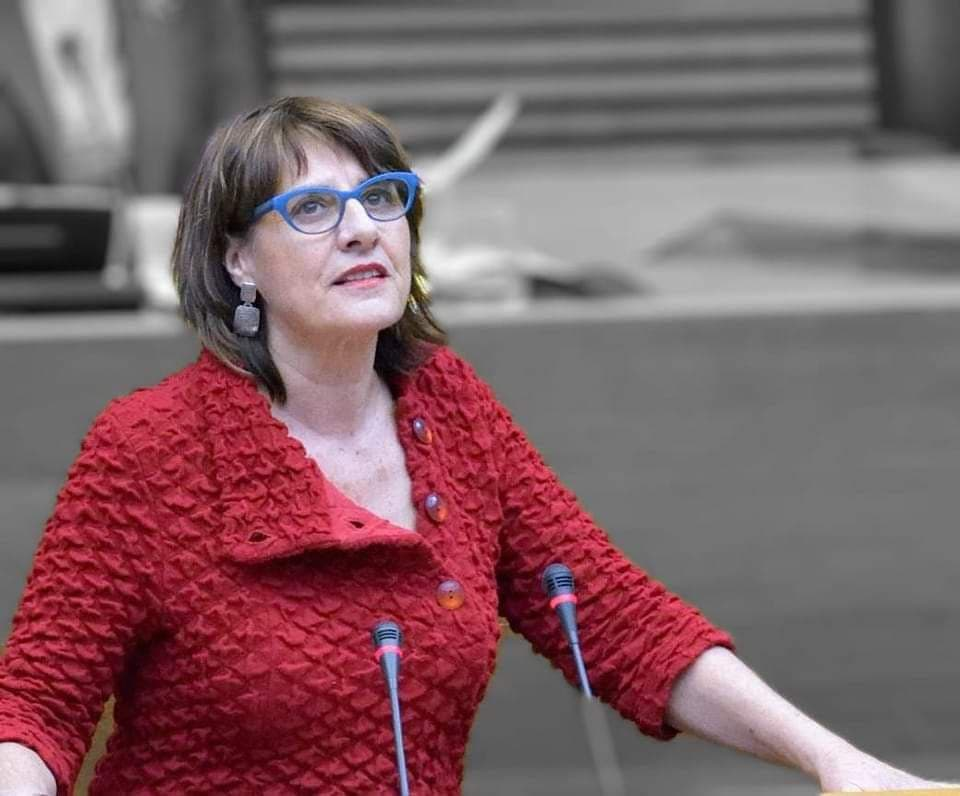

María Luz Quiñonero Hernández, conocida como Llum Quiñonero Hernández  (Alicante, 7 de noviembre de 1954), es una periodista, activista y política española, diputada electa en las Cortes Valencianas por Podemos desde mayo de 2015 a mayo de 2019. Presidió la Comisión de Igualdad y políticas LGTBI.   

## Biografía
Desde joven participó en el movimiento estudiantil. En 1973 fue detenida y procesada por asociación ilícita por el Tribunal de Orden Público (TOP) y expulsada de la Facultad de Filosofía y Letras, en el CEU, Alicante.
En 1974 ingresó en el Movimiento Comunista del País Valenciano (MCPV), del que fue dirigente y encabezó la creación de plataformas feministas como el primer grupo feminista alicantino Grup de Dones d'Alacant, coordinado con  con otras organizaciones feministas de la provincia de Alicante en Elche, Elda y Petrel, y más tarde en Alcoy y la comarca de la Marina.
Se licenció en Historia por la Universidad de Alicante, ha trabajado como periodista en las revistas Cambio 16, Viajes National Geographic Marie Claire, Revista Sobremesa, en colaboración con Rafael Chirbes y colaboradora del diario El Mundo, entre otros medios. 
El 6 de octubre de 1977, mientras pegaba carteles para conmemorar el primer Día de la Comunidad Valenciana fue asesinado Miquel Grau que formaba parte de su grupo en la plaza de los Luceros de la capital alicantina. Llum encabezó la acusación particular en el juicio contra el responsable de su muerte, un militante de extrema derecha, de Fuerza Nueva, Miguel Ángel Panadero Sandoval, que fue procesado, declarado culpable y absuelto de la mitad de su pena, por el gobierno de UCD, en mayo de 1979.  
Fue candidata por la provincia de Alicante con el MCPV en tres ocasiones: la primera, en las elecciones municipales; en las elecciones de 1979 se presentó en la lista MC-OIC; y en las de 1982 y de nuevo en 2015, cabeza de lista y electa por Alicante. 
En 1980 fue encarcelada y condenada bajo la acusación de agresión a la autoridad cuando la policía retiró un puesto con propaganda y banderas republicanas, el 14 de abril de ese año. Un policía la acusó de atentado a la autoridad al recibir un mordisco en un dedo de la mano derecha, causándole una lesión leve que, según el parte médico de la Casa de Socorro, no causó baja médica. Llum fue condenada a prisión, pena que cumplió en libertad condicional. El 20 de agosto de 1982 la revista Actual hizo público el listado preparado por los golpistas del 23 de febrero de 1981 de personas que estaban dispuestos a fusilar. Entre esos nombres, por Alicante, estaba el de Llum Quiñonero.
Más tarde fue detenida  por encerrarse en el consulado de Chile en protesta contra la dictadura de Augusto Pinochet.  
Ha vivido en Madrid desde 1982 y trabajó como periodista: editora y reportera de diferentes medios en el Grupo 16, en el diario El Mundo y en la revista Sobremesa, entre otras. Colaboró también con la redacción del diario Liberación, fundado en Madrid, 1984 y en diferentes publicaciones y guías de viaje.  
Participó en el movimiento anti Otan y en el Movimiento Feminista en Madrid, integrante de la Comisión por el derecho al aborto con otras feministas destacadas como Amparo Pineda y Justa Montero, fue parte de la organización de la Coordinadora Feminista del Estado Español. 
Fue parte de la organización de diferentes jornadas nacionales y de importantes movilizaciones del movimiento feminista. Con Justa Montero, participó en el debate sobre el derecho al aborto en el programa Si yo fuera presidente, dirigido por Tola, en 1985.
En Barcelona ha vivido entre 1995 y 2004. Comenzó a investigar sobre la memoria de las mujeres republicanas, socialistas, anarquistas y comunistas. Contactó con las sobrevivientes de Mujeres Libres, con mujeres comunistas como Rosa Cremón, Trinidad Gallego,  Enriqueta Gallinat, de Esquerra Republicana de Catalunya, Concha Liaño, anarquista, fundadora de Mujeres Libres y otras militantes del Partido Obrero de Unificación Marxista, (POUM). Fue guionista del documental  Mujeres del 36.
Con ellas, con Llum Ventura y con el apoyo del Ayuntamiento de Barcelona, se puso en pie el proyecto de Dones del 36 que durante más de una década recorrió institutos y bibliotecas catalanas con la presencia  de algunas de las protagonistas. 
Con el relato Las sombras del horizonte, recibió el Primer Premio del Certamen Literario convocado por la Generalidad Valenciana, Las Mujeres Cuentan, en 2006.  
Ha participado en congresos, debates  y conferencias sobre memoria y género, es autora de reportajes para diferentes medios y ha escrito libros y guiones de documentales, como Mujeres del 36 , para TVE, La Noche Temática, Colombia, la guerra que no existe. 
Desde 2016 preside la asociación Acción Ciudadana contra la impunidad del franquismo, PV, parte de CEAQUA, (Coordinadora Estatal de Apoyo a la Querella Argentina contra los crímenes del franquismo) y es  fundadora de la asociación alicantina, Salvem el nostre patrimoni.  
Volvió a la política institucional  en las Elecciones a las Cortes Valencianas de 2015, como cabeza de lista por Alicante de Podemos. Fue ponente en la Comisión de educación y cultura por Podemos y presidenta de la Comisión de Igualdad, impulsora de Les Corts, de les Dones, un homenaje anual de la cámara legislativa valenciana a las mujeres valencianas, realizado en el hemiciclo. El primero tuvo lugar el 4 de marzo de 2016.
En 2019 fue cabeza de lista al Senado, por Alicante, con la candidatura Mes Compromís. Y volvió a concurrir en 2023 por Compromis Sumar, como cabeza al Senado por Alacant, en 2023.
Y miembro fundadora de la asociación Salvem el Nostre Patrimoni, 2020, Alicante, que preside.

## Obras
- Nosotras, que perdimos la paz. Editorial Akal, colección Foca. (2005)
- La soldado Quiñoà (2004)
- Las luces del mar (2003)
- Miquel Grau 53/1977. Pruna, Llibres, (2019)
- Coautora:
- 2006,  Valencia. La sombra del horizonte, relato premiado y publicado en  Las Mujeres cuentan. I Certamen Literario Generalitat Valenciana.
- Derecho a la Justicia Querellas contra la impunidad, 2020 y Quaders de Memòria i Justicia, 2021, patrocinado por GV.
- Memorias Democráticas, 2021, Ed.  Sylone/Viento Sur.
- Quaders de memòria i Justícia. Anuari 2023, sobre Tortura.
- Documentales
- 2010, Colombia, la guerra que no existe.
- 1998 Mujeres del 36, TV2. La Noche temática.
- Ponencias y artículos  sobre memoria, Bebes Robados   II Seminario Internacional de Derechos Humanos, Universidad Autónoma Colombia
- Artículos e investigación en torno a Las Cigarreras alicantinas El humo que envuelve a las cigarreras - Llum Quiñonero (llumquinonero.es)
- Desde 2015 ha investigado, publicado artículos y dado conferencias sobre el Patronato de Protección a la Mujer, que entre 1941 y 1985 internó a decenas de miles de mujeres jóvenes en sus más de 900 centros por toda la geografía española. Las desterradas hijas de Eva - Dialnet (unirioja.es) Cuando las españolas sanas no tenían deseo carnal | Noticias de Galicia | EL PAÍS (elpais.com)  Descarriadas – Verdad Justicia Reparación | Público (publico.es)
- Es también coautora de libros de viajes: España bajo el Sol, Novatex, 1988.